# Raquel Rojas
Raquel Rojas (Mérida, 24 de maio de 1994) é uma atriz e animadora venezuelana, mais conhecida internacionalmente por seu papel de Rosa Forlán na telenovela juvenil da Nickelodeon América Latina, Grachi. Mas, também conhecida pelas suas diferentes aparições nas telenovelas da Telemundo.

## Primeiros anos
Raquel Rojas nasceu em Mérida na Venezuela quando sua mãe tinha estudos de medicina na Universidade dos Andes. Desde pequena, Rojas sentia uma paixão pelas artes cênicas; Sua primeira incursão no teatro foi aos 6 anos de idade no Teatro Comunal de la Alcaldía de Los Salias, Santo Antônio, Miranda. Cidade onde viveu grande parte de sua infância para logo se mudar para Caracas. Raquel Rojas continuou fazendo teatro durante quase toda sua infância e adolescência, e estudando com distintos professores de atuação continuando seus estudos. Estudou dois anos de Comunicação Social na Universidade Católica Andrés Bello e logo decidiu mudar-se para a cidade de Miami nos Estados Unidos, onde conseguiu sua licenciatura em Artes Cênicas e Cinema na Universidade de Miami.
Rojas fala 4 idiomas: Espanhol, Inglês, Italiano e Francês. Ela tem estado sob a tutela de professores em drama como Noel de La Cruz,  Julio César Mármol e Karl Hoffmann, entre outros,  aqueles que ajudaram em sua carreira de atriz, que também inclui teatro. Raquel Rojas tem uma imagem bonita e atraente. O Diario Avance disse que "se tornou sinônimo de beleza e talento em terras distantes"

## Carreira
Em 2010, Rojas, depois de formar-se na universidade, teve pequenas, mas, bem recebidas participações nas telenovelas Perro amor, El fantasma de Elena e Alguien te mira (2010), todas estas da  Telemundo dos Estados Unidos. Depois em 2011, obteve o papel de Rosa Forlán na telenovela juvenil Grachi, onde foi conhecida internacionalmente. A telenovela teve sua estréia na América Latina em 2 de Maio de 2011. Com o incrível êxito da novela, a Nickelodeon América Latina decidiu renovar a série para uma segunda temporada, que foi ao ar em 2012. Depois em 2013 a Nickelodeon gravou a última temporada de Grachi, onde a jovem atriz voltou a interpretar a personagem de Rosa, finalizando em maio de 2013.

## Filmografia
| Ano       | Novela               | Personagem  | Anotações                                                |
| --------- | -------------------- | ----------- | -------------------------------------------------------- |
| 2010      | Perro Amor           | Jornalista  | Ator convidado, novela                                   |
| 2010      | El Fantasma de Elena | Enfermeira  | Ator convidado, novela                                   |
| 2010      | Alguien te Mira      | Mary Suarez | Personagem Secundário, novela                            |
| 2011—2013 | Grachi               | Rosa Forlán | Personagem Secundário, novela Nickelodeon América Latina |

## Relações Externas
- Raquel Rojas. no IMDb.
- Grachi